# Марија Палеологина Кантакузина
Марија Палеологина Кантакузина (грч. Μαρία Παλαιολογίνα Καντακουζηνή, буг. Мария Палеологина Кантакузина; умрла после 1279), била је бугарска царица (1270—1279) и супруга бугарских царева Константина I Асена Тиха и Ивајла.
Сестричина византијског цара, Михаила VIII Палеолога. Годинама је заправо руководила државним пословима и покушавала да води активну спољну политику.

## Порекло и удаја
Марија је била кћерка пехарника Јована Кантакузина и Еулогије (Ирене) Палеологине, сестре миљенице византијског цара Михајла VIII Палеолога , тако да је Марија била сестричина византијског цара.
Када је умрла бугарска царица Ирина Ласкарис, око 1270. године, бугарски цар Константин I оженио се Маријом Кантакузин. Пошто је Михајло задржао за себе лучке градове Анхијал и Месембрију, који су били обећани бугарском цару као мираз, око 1272. године Бугари су упали у Византију, али пред навалом Татара, који су били у савезу с царем Михајлом VIII, морали су се повући и одрећи тих градова .
Те године цар Михајло је склопио пријатељски споразум с великим татарским војсковођом Ногајем, да би осујетио сваку бугарску акцију против Византије. Од тада па све до краја века Татари су вршили притисак на Бугарску .

## Ситуација у Бугарској
У Бугарској су у то доба сву власт имали бојари, земља је брзо губила политичку улогу коју је играла на Балканском полуострву. Њу су стално нападали Угари, Грци и Татари. Насиља и самовлашће феудалних бојара довршавали су пропадање земље. Већи део земље припадао је бојарима, вишем свештенству и манастирима .

### Црквени сукоби
Године 1272. цар Михајло VIII покушао је одузме аутокефалност Бугарске цркве, с намером да је прикључи Охридској патријаршији  .
Убрзо после тога да би дошло до уније између православне и католичке цркве сазват је велики црквени конгрес у Лиону  , 6. јула  1274. год    . У преговорима око уређења црквених питања цар Михајло VIII је изнео предлог да се укине, као неканонски основана, трновска патријаршија и да се бугарска црква подвргне охридској. То изазва, сасвим природно, огорчење код Бугара  . На крају је унија постигнута и признато је не само папино првенство него је прихваћена и римска вероисповест  .

## Бугарска царица

### Брак са царем Константином I Асеном Тихом
Марија се удала за цара Константина I Тиха 1269. године, убрзо након смрти царице Ирине Ласкарис Асен 1268. године. Марији је бугарски цар био други муж, а цару Константину I ово је био трећи брак. Уговарајући брак своје сестричине Марије са царем Константином I Асеном Тихом, цар Михаило VIII Палеолог је имао за циљ да на неко време ослаби бугарски притисак. На унутрашњем плану, овај потез је уступак „Православној партији” и Евлогији, сестри цара Михаила VIII. Цар обећава да ће Бугарској у виду мираза вратити Месемврију и Анхијал, који су освојени неколико година раније. Цар Михаило VIII Палеолог је на неодређено време одлагао коначну одлуку под изговором да се мора родити наследник да би се легитимисала бугарска власт над обећаним византијским територијама.
Овакво царево понашање изазвало је велико незадовољство у Трновској палати и умногоме нарушило ауторитет цара Константина I Асена, који је с једне стране био у сродству са егзекуторима брата своје бивше жене (Евлогија и цар Михаило VIII Палеолога), а са друге – преварен. Царица Марија, свесна да је ујаково одбијање компромитује пред бугарским племством, отворено подстиче свог мужа да објави рат царству. Цар Михаило VIII Палеолог привлачи на своју страну татарског кана Ногаја. Тако, у позадини Бугара, цар има моћног савезника који би „одмах напао позади ако би (Константин) напао цареве трупе“.

### Намесништво
Цар Константин I се 1275. године, тешко повредио, пад са коња у лову био је узрок повреде. Царица преузима власт. Године 1276. престолонаследник Михаило је крунисан за цара - савладара.
Смрт деспота Јакова Светослава није донела неопходно јачање царске власти. На рачун поражене бојарске опозиције јавља се још страшнија претња – Ивајлов устанак.

## Грађански рат
Унионистичка политика цара Михајла VIII изазвала је још теже заплете. Царици Марији, оштрој противници уније, придружила се мајка Еулогија (Ирена), те је бугарски двор под утицајем двеју жена постао жариште антицарског деловања. Ипак, на тој је страни убрзо дошло до обрта, барем краткотрајног .
У клонулом Бугарском царству, тешко погођеним непрестаним татарским пустошењима , социјалним сукобима и бедним положајем сељака , 1277. године,  је дошло до великог народног устанка и жестоких унутрашњих борби . Овом устанку на чело је стао народни вођа — пастир Ивајло, који се те исте године прогласио за цара. На његову страну прелазиле су читаве области. Он је успешно ратовао против Татара и двапут их потукао . Цар Константин I Асен Тих, сломивши ногу, беше постао теже покретан и није могао с успехом да сузбије нападе својих противника, раздражених нарочито Маријиним поступцима. 1277. године, цар Константин I Тих је изгубио круну и живот, а онда је почело страховито клање у земљи .
Становништво бугарске престонице — Трнова — отворило је, на крају, Ивајлу врата , а царица Марија се удала за њега.
Бугарски бојари позвали су у помоћ Грке, Татаре и Кумане . Оружаном интервенцијом византијској је влади пошло за руком да победничком народном вођи сада цару Ивајлу супротстави погрченог потомка Асена, ожењеног византијском принцезом . Године 1279.  устанак је угушен, а цар Ивајло је погинуо . Тада је на климав престо уздигнут Јован Асен III .

### Брак са царем Ивајлом
Војска којом је командовао бугарски цар из кочије, поражена је у првој борби са устаницима, а сам цар Константин I је остављен на  кочији пошто је био непокретан и посечен. Део бојара је прешао на Ивајлову страну, а престоница је била опседнута. Царица Марија не одустаје од власти. Она држи контролу над главним градом, ослањајући се на његову неосвојивост. Цар Михаило VIII Палеолог одлучио је да максимално искористи превирања у Бугарској. Његов циљ није само да уништи Ивајла, већ и да уклони његову омражену сестричину, постављајући на престо свог штићеника Јована Асена III. Пред заједничким непријатељем, царица Марија и Ивајло су принуђени да траже компромис. Вођа побуњеника и царица се венчавају. Пахимер тврди да је за византијског цара непријатељ број 1 била бугарска царица. Изјавио је бојарима који су побегли из Бугарске „да би било добро да прихвате Јована Асена III за цара и да откажу послушност царици Марији“. Касније, када је слао римске трупе заједно са „царском децом“ (Јованом Асеном III и Ирином), цар је желео „пре свега да ухвати царицу Марију, да она, добрим уређењем својих послова, не поремети његове планове“. Из тог разлога, још пре него што је Ивајло опсео Трново, у граду су се појавили агенти цар Михаила VIII Палеолога, који би требало да подстакну бојаре да издају царицу Марију и прихвате „цареву децу“.
Царичину одлуку да се уда за убицу свог мужа њени савременици су осудили као „непристојну” и „нечедну”, али изгледа да за Ивајла није била сасвим неочекивана. Пахимер прича да је почео да се „устручава пред њеним гласницима и да показује привидну гордост“, изјављујући да не жели царску власт узалуд, да се плашио „да неко не каже да је женскарош“, „да не омекша ћуд оних који ће то примити и презрети га јако". Упркос оклевању, Ивајло је прихватио понуду, чиме је легитимисано његово право на престо. За племениту Византијку, сестричину василевса, из породица са вековном историјом – Кантакузина и Палеолога, то можда и није толико исплативо. Поред тога што је њен нови муж био свињар, човек из најнижих слојева друштва, он је био и убица њеног мужа, који је недавно умро, а мали престолонаследник је морао да зове тата, убицу свога оца (према Пахимеру) . Поводом њене удаје, цар Михаил VIII Палеолог је отворено изјавио да је "обешчастила породицу и „упропастила своје царство давши га у руке потпуно недостојног човека“. Међутим, царица Марија није имала другог излаза ако је желела да остане царица.
Брак са царем Ивајлом је био неуспешан. Иако је признао Михаила као престолонаследника, „варварин је врло брзо мрзео наклоност своје жене” и чак је претукао, тврди Пахимер. Штавише, он привлачи на своју страну бојаре које је царица раније гонила и прогонила. Без обзира на све, царица Марија је задржала власт у Трнову све док није стигла вест да је цар Ивајло поражен од Татара.

### Свргавање са престола
Трновски бојари су се предали штићенику цара – Јовану Асену III. Они који су царицу Марију дуго мрзели прихватили су новог цара, а она и њен син су послати у Адријанопољ, одакле је цар Михаило VIII Палеолог пратио развој прилика у Бугарској. Омражена сестричина, трудна са „плодом варварина” послата је у притвор. Марија и њен син су одведени у Цариград и изгледа да је бивша царица убрзо нашла приступ политици, придруживши се православној „партији“ своје мајке Евлогије. Године 1283. ова фракција је достигла врхунац и нови цар Андроник II Палеолог (1282 – 1328) званично је одбацио унијатски курс свог покојног оца. Године 1294. Лажни - Ивајло се појавио у Цариграду. Цар је позвао царицу Марију, која је изјавила да удварач не личи на њеног мужа. Овом приликом напомиње се да је царица Марија имала кћер од цара Ивајла, чије име је непознато, али се у 15. веку један византијски дипломата потписао као Лахан Палеолог, што сугерише да су потомци царице Марије и цар Ивајла били поносни не само на припадност породици Палеолог, него су се поносили и својим прадедом, сеоским царем Ивајлом. Последњи помен некадашње царице датира из 1300. године, када је део бојара, желећи да одбаци новопроглашеног цара Теодора Светослава Тертера, замолио цара Андроника II да им за владара пошаље Михаила, сина цара Константина I Асена Тиха.

### Спољна политика
Лични мотиви царице Марије за њен непријатељски однос према Византији у великој мери су се поклапали са интересима Бугарске. Лоше политичке односе је одржавала према византијском цару и напуљском краљу Карлу I Анжујском. Улога царице за чврсту и бескомпромисну политику Бугарске и Трновске патријаршије према унији закљученој између Рима и Цариграда је неспорна. Царица Марија је подржавала цариградског патријарха Игњатија и православну странку своје мајке Евлогије у самој Византији. Царица је 1276. године, направила занимљив дипломатски потез тако што је послала мисију у Јерусалим и Египат, коју је предводио Јосиф Катар. Бугари су успели да привуку јерусалимског патријарха Григорија на страну православне странке и трновског патријарха. Јерусалимски патријарх Григорије је осудио Лионску унију и обећао је да ће утицати на Александријску и Антиохијску патријаршију да учине исто. Војни савез који су предложили Бугари није прихватио египатски султан Бајбарс I, што, међутим, не значи да је овај потез био непромишљен и неозбиљан. У ствари, сналажљива царица Марија је препознала да је султан Бајбарс I био Куманац по рођењу. Царица Марија, у чијем су окружењу били истакнути Куманци (на пример будући цар Ђорђе I Тертер), покушала је да искористи политички адут вишедеценијских бугарско-куманских односа. С друге стране, настојала је да уништи византијско-татарски савез, који је био опасан за Бугарску, пошто је султан Бајбарс I био у пријатељским односима са каном Ногајем.
На унутрашњем плану, царица Марија је настојала да потисне бојарску опозицију и ојача централну власт. Овим изазива мржњу неких аутократских бојара, који су се накнадно ставили у службу цара Михаила VIII Палеолога.

## У фикцији
Царица Марија је јунакиња филма "Гвоздена рука" Цонча Родева, из 1971. године. Тамо је представљена као сурова и моћна жена, коју, међутим, Ивајло потчињава - некад силом, понекад и шармом - и жени се њоме, чиме се легитимише.